# Anthemis pungens
Anthemis pungens là một loài thực vật có hoa trong họ Cúc. Loài này được Yavin mô tả khoa học đầu tiên năm 1970.